# Wolfgang Mühl-Benninghaus
Wolfgang Mühl-Benninghaus (* 3. Mai 1953 in Heiligenstadt) ist ein deutscher Medienwissenschaftler.

## Leben
Mühl-Benninghaus studierte 1973 bis 1978 Wirtschaftsgeschichte und Alte Geschichte an der Humboldt-Universität zu Berlin mit dem Abschluss als Wirtschaftshistoriker. Seine Dissertation mit dem Titel Der Mensch als Maß. Eine Studie zur griechischen Aufklärung im 5. Jhd. v. u. Z. erfolgte 1981 ebenfalls an der Humboldt-Universität. Nach einem Zusatzstudium in Moskau war er 1983 bis 1984 Fachdolmetscher in der Ukraine. 1988 wurde er habilitiert über die Wirtschaftsgeschichte der Medien in der Weimarer Republik.
1988 bis 1990 war Wolfgang Mühl-Benninghaus Oberassistent am Bereich Theaterwissenschaft an der HU, bis 1993 dann Dozent für Kulturelle Kommunikation und Mediengeschichte. Seit 1993 ist er Professor für Theorie und Geschichte des Films. Er übernahm Gastdozenturen an anderen Universitäten und ist als Berater für Fernsehprojekte tätig.
Seine Arbeitsschwerpunkte sind die Film-, Fernseh- und Hörfunkgeschichte.

## Schriften
- Das Ringen um den Tonfilm. Strategien der Elektro- und Filmindustrie in den 20er und 30er Jahren (= Schriftenreihe des Bundesarchivs, Bd. 54), Düsseldorf 1999, ISBN 3-7700-1608-4.
- Vom Augusterlebnis zur Ufa-Gründung. Der deutsche Film im Ersten Weltkrieg, Berlin 2004, ISBN 3-930064-15-4.
- (Hrsg.): Zwei Mal zur Wende. Fernsehunterhaltung in Deutschland, AVINUS Verlag, Berlin 2008, ISBN 978-3-930064-88-5.
- Mit Mike Friedrichsen: Geschichte der Medienökonomie, Baden-Baden 2012, ISBN 978-3-8329-7164-9.[1]